# (3645) Fabini
(3645) Fabini (1981 QZ) – planetoida z pasa głównego asteroid okrążająca Słońce w ciągu 4,44 lat w średniej odległości 2,7 au Odkrył ją Antonín Mrkos 28 sierpnia 1981 roku.